# Hezârfen Ahmed Çelebi
Hezârfen Ahmed Çelebi (in lingua turca ottomana هزارفنّ أحمد چلبی, letteralmente il poliedrico Ahmed il saggio; 1609 – 1640) è stato uno scienziato ottomano di Costantinopoli riportato negli scritti del viaggiatore Evliya Çelebi per aver ottenuto un volo prolungato senza l'ausilio di motore. Hezârfen Ahmed Çelebi era fratello del leggendario aviatore Lagari Hasan Çelebi.

## Il volo senza motore
Gli scritti del XVII secolo di Evliyâ Çelebi su Hezârfen Ahmed Çelebi raccontano questa storia, situata intorno al 1630–1632:
(Evliyâ Çelebi)
Tuttavia gli storici moderni non sono d'accordo con la narrazione di Evliya Çelebi del sorvolo dell'intero Bosforo da parte di Hezarfen. Il volo fu molto probabilmente reale, ma decisamente esagerato, come spesso era solito da parte di Çelebi esagerare nei suoi scritti.

Percorso di volo, come descritto da Evliya Çelebi

Il titolo "Hezârfen", dato da Evliyâ Çelebi ad Ahmet Çelebi, deriva dal persiano هزار hezār + فنّ fann che significa "che ha mille scienze" (eclettismo).

## Contesto storico
Nel 1648, John Wilkins cita Ogier Ghiselin de Busbecq, l'ambasciatore del Sacro Romano Impero a Costantinopoli nel 1554–1562, per registrare che "un turco a Costantinopoli" tentò di volare. Tuttavia, se accurata, questa citazione si riferisce a un evento avvenuto quasi un secolo prima delle gesta riportate da Evliyâ Çelebi.
Il racconto delle gesta di Hezârfen Ahmet Çelebi da parte di Evliyâ Çelebi è lungo tre frasi (in un'opera di dieci volumi). La storia gode di una grande popolarità in Turchia poiché è fonte di ispirazione per i futuri aviatori.

## Nella cultura di massa
- Uno dei 4 aeroporti di Istanbul si chiama "Hezarfen".
- Una moschea vicino all'aeroporto Atatürk di Istanbul porta l'appellativo di "Hezarfen Ahmet Çelebi".
- Un lungometraggio del 1996, "Istanbul Beneath My Wings" (İstanbul Kanatlarımın Altında) è ispirato alle figure di Lagâri Hasan Çelebi e suo fratello Hezârfen Ahmed nel contesto della società Ottomana degli inizi del XVII secolo, basandosi sui racconti di Evliya Çelebi[7].
- Nella serie TV 2015-2016 Muhteşem Yüzyıl: Kösem il volo di Hezarfen è stato incluso nell'episodio 11 della seconda stagione. Può essere visto su YouTube, guarda da 55m e circa 12 minuti in poi.